# Osny (piłkarz)
Osny, właśc. Osny Augusto Werner (ur. 11 października 1898 w Rio de Janeiro, zm. 14 maja 1971) – brazylijski piłkarz grający na pozycji obrońcy.

## Kariera piłkarska
Osny grał w klubie Botafogo FR.

## Kariera reprezentacyjna
Osny jedyny raz w reprezentacji Brazylii wystąpił 18 lipca 1916 w towarzyskim meczu z Urugwajem w Montevideo.